# 上野村 (宮崎県)
上野村（かみのそん）は、かつて宮崎県西臼杵郡に存在した村。現在の高千穂町上野・下野に相当する。

## 地理

### 地形
- 山：親父山、黒岳、愛宕山、尾野山、焼山寺山、烏岳、赤川浦岳、玄武山、四恩岳、迫の岳
- 河川：上野川、下野川、小又川、黒原川、田原川
- 滝：竜ヶ岩の滝[2]

## 歴史
- 1889年（明治22年）5月1日 - 町村制の施行により、旧・上野村と下野村の区域をもって、上野村が発足する。
- 1969年（昭和44年）4月1日 - 高千穂町に編入し消滅。

## 教育
出典：
- 上野村立上野小学校
- 上野村立上野中学校

## 交通

### 鉄道
村内を走る鉄道路線はなく、閉村時点の最寄駅は国鉄日ノ影線の日ノ影駅であった。閉村の3年後には高千穂線（後の高千穂鉄道高千穂線）が高千穂駅まで延伸開業した。さらに高森線（現在の南阿蘇鉄道高森線）の高森駅までの延伸が計画され、旧村域にも上野駅（仮称）が設置予定だったが、1980年（昭和55年）に高千穂 - 高森間の鉄道建設が凍結され、未成に終わった。

### 道路
- 国道325号
- 宮崎県道204号下野鹿狩戸線

## 名所・旧跡・観光スポット
- 玄武城
- 下野八幡宮のケヤキ・イチョウ（国指定天然記念物）
- 上野村古墳[1]
- 四季見原